# Snizhne
Snizhne ou Snezhnoye (em ucraniano:  Сніжне; em russo:  Снежное; até 1864: Vasylivka em ucraniano:  Василівка) é uma cidade da Ucrânia, situada no Oblast de Donetsk. Tem 18,9 km² de área e sua população em 2020 foi estimada em 49.564 habitantes.